# 普拉特海軍上尉省

普拉特海軍上尉省是智利的54個省份之一，位於該國中南部，由伊瓦涅斯將軍艾森大區負責管轄，首府設於科克拉內，面積37,043平方公里，2002年人口3,837，人口密度每平方公里0.1人。